# Buteo platypterus
El águila aliancha o gavilán aliancho (Buteo platypterus) es una especie de ave accipitriforme de la familia Accipitridae de pico corto pero afilado, carnívora y su plumaje es blanco con negro y a veces amarillo.
En verano se distribuyen sobre el este de Norteamérica, tan al oeste como Alberta y Texas;  luego migran al sur en invierno hacia el neotrópico de México al sur de Brasil. Varias de sus subespecies en el Caribe son endémicas y no migran.

## Características
El adulto mide de 34 a 45 cm, pesa de 265 a 560 g  y una envergadura alar de 8 a 10 dm. Como en la mayoría de las rapaces, la hembra es ligeramente más grande que el macho. El adulto tiene color pardo oscuro y eventualmente bandas blancas y negras en cola. Hay formas más livianas que se confunden con Buteo lineatus, pero esa especie tiene más líneas en barras, y en alas. Tiene alas relativamente cortas, anchas.

## Hábitat
Siempre habita áreas forestadas, eligiendo al migrar solo esas regiones. Y son indiferentes al tipo de bosque tanto para criar como para invernar. 

## Dieta
Cazan al acecho esperando en una percha y observando su presa, y atacan descendiendo velozmente. Raramente persigan en vuelo a su presa. Dieta variable, mamíferos pequeños, como roedores son sus presas regulares. Más que otros gavilanes Buteo norteamericanos, los anfibios, reptiles, insectos y demás invertebrados son importantes presas. Aves, hasta de su propio tamaño (aunque usualmente mucho más pequeños), también son cazadas con éxito.

## Reproducción
En primavera, el par de procreación construye un pequeño nido  relativamente bajo en un árbol maduro. La puesta va de 1 a 5 huevos,  usualmente 2-3. Son de color pardo con pintas de 49 x 39 mm  y pesan cerca de 42 g. El periodo de incubación es de 28-31 días, haciendo el macho de forrajeador, mientras la hembra incuba. Los nacidos semialtricios, pesan 28 g y empluman a los 21-24 días. Y salen del nido a las 5-6 semanas de edad, y rondan el sitio del nido durante 8 semanas más.

## Enemigos naturales
Predadores de huevos y de nacidos incluye al mapache Procyon lotor, cuervos Corvus, puercoespínes, Ursus americanus. Los adultos e inmaduros son predados por Bubo virginianus y Haliaeetus leucocephalus. Los principales depredadores son los humanos, que por ignorancia las cazan, sobre todo en Tolima, Colombia donde paran en su viaje de regreso al norte.

## Migración
Migran largas distancias, excepto las subespecies del Caribe. Vuelan en grandes flotas. Con vientos favorables, enormes cantidades de decenas de miles pueden ser vistos en sus rutas de vuelo

## Estado de conservación
Aunque su número de especímenes es relativamente estable, las poblaciones están declinando por fragmentación de bosques.

## Subespecies

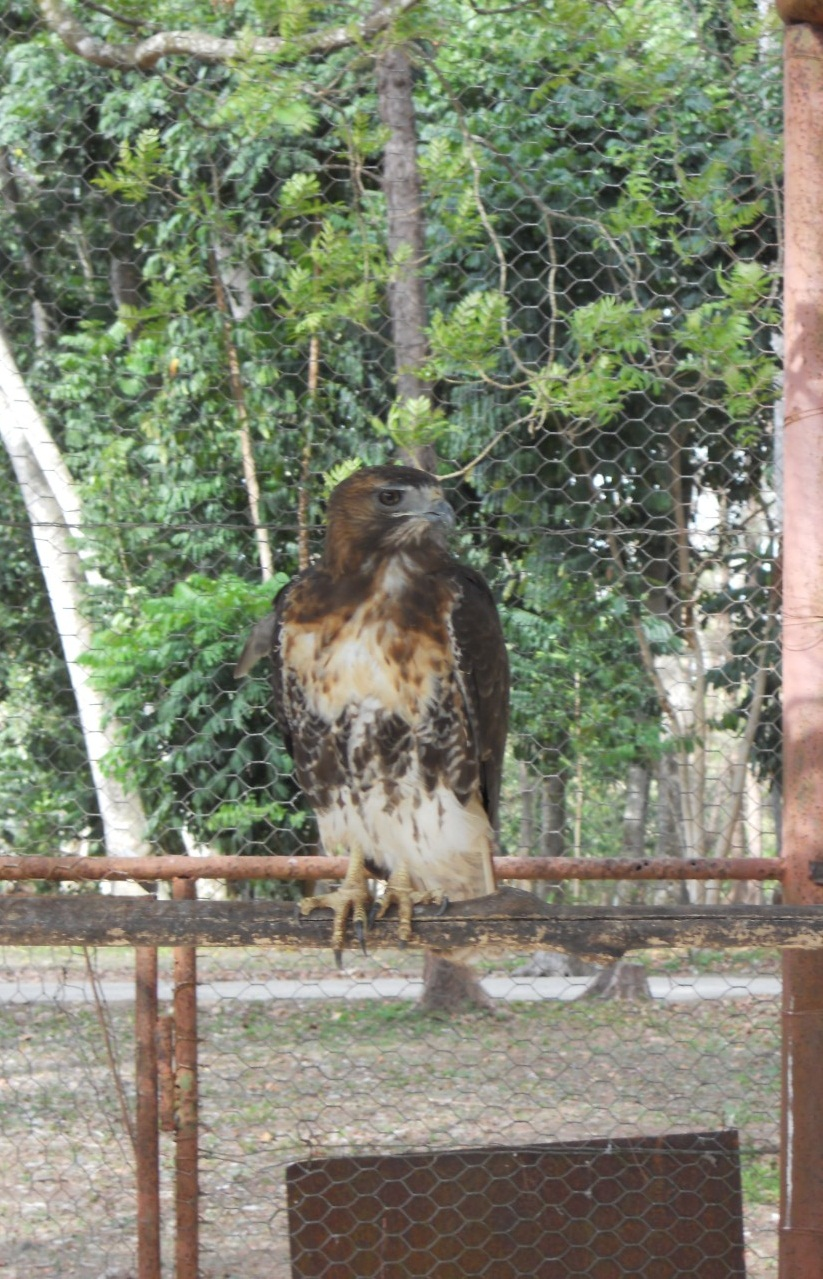
Buteo platypterus cubanensis en cautiverio

Se conocen seis subespecies de Buteo platypterus:
- Buteo platypterus platypterus - del centro-sur de Canadá hasta el sur de Estados Unidos; invernante hasta Brasil y Bolivia.
- Buteo platypterus cubanensis - Cuba
- Buteo platypterus brunnescens - Puerto Rico
- Buteo platypterus insulicola - Antigua
- Buteo platypterus rivierei - Dominica, Martinica y Santa Lucía.
- Buteo platypterus antillarum - de Saint Vincent y Grenada hasta Tobago.